# August Franciscus Cornelis Maria Raupp
August Franciscus Cornelis Maria Raupp (Bergeijk, 13 december 1858 - Eindhoven, 16 mei 1945) is een voormalig wethouder van de Nederlandse stad Eindhoven. Raupp werd geboren als zoon van dokter Frederic August Alexander Raupp en Anna Geertruida van Es. Zijn broer Godefridus Raymundus Cornelis Maria Raupp was burgemeester van Roermond en Tilburg. 
Raupp was koopman en commissionair in tabak, raadslid van Eindhoven van 1901 tot 1923, wethouder van Eindhoven van 1909 tot 1920, en na de annexatie vanaf 1920 wethouder van openbare werken en bedrijven tot 1923.  Als aanhanger van de vooruitstrevende ondernemerskring "Eindhoven Vooruit" en later als lid van de sociëteit 'Amicitia' stelde hij zich ten doel rooms en niet-katholiek te laten samenwerken tot voordeel van de stad Eindhoven. 
Hij trouwde te Hilversum op 17 oktober 1889 met Maria Anna Wamsteeker, dochter van goudsmid Johannes Antonius Wamsteeker en Anna Maria van Weenen, geboren te Amsterdam op 20 mei 1859, overleden in Eindhoven op 24 maart 1930.